# Malew AFC
Malew AFC is een voetbalclub uit Ballasalla, een plaats op het eiland Man. Malew is een van de minst sterke voetbalclubs van Man, ze hebben nog nooit een beker gewonnen noch kampioen geweest.